# Super Formula 2022
La stagione 2022 della Super Formula è stata la cinquantesima edizione del più importante campionato giapponese per vetture a ruote scoperte, la decima con la denominazione di Super Formula. La serie è iniziata il 9 aprile e terminata il 30 ottobre. Il campionato è stato vinto dal pilota giapponese Tomoki Nojiri, alla sua seconda vittoria nel campionato. Tra le scuderie si è imposto il Team Mugen per la prima volta.

## La pre-stagione

### Calendario
Una versione provvisoria del calendario venne pubblicata il 6 agosto 2021. Il 31 gennaio 2022 è stato reso noto che tre appuntamenti sarebbero stati caratterizzati da due gare: il weekend inaugurale, sul Circuito del Fuji, quello di metà agosto sul Twin Ring Motegi, e quello finale a Suzuka.
| Gara | Gara | Nome       | Circuito           | Giri | Lunghezza                    | Data       |
| ---- | ---- | ---------- | ------------------ | ---- | ---------------------------- | ---------- |
| 1    | 1    |            | Circuito del Fuji  | 41   | 41 x 4,563 km = 187,083 km   | 9 aprile   |
| 2    | 2    | 10 aprile  | Circuito del Fuji  | 41   | 41 x 4,563 km = 187,083 km   |            |
| 3    | 3    |            | Circuito di Suzuka | 31   | 31 x 5,807 km = 180,017 km   | 24 aprile  |
| 4    | 4    |            | Autopolis          | 42   | 42 x 4,674 km = 196,308 km   | 22 maggio  |
| 5    | 5    |            | Sportsland SUGO    | 49   | 49 x 3,586 km = 175,714 km   | 19 giugno  |
| 6    | 6    |            | Circuito del Fuji  | 41   | 41 x 4,563 km = 187,083 km   | 17 luglio  |
| 7    | 7    |            | Twin Ring Motegi   | 37   | 37 x 4,801 km = 177,637 km   | 20 agosto  |
| 8    | 8    | 21 agosto  | Twin Ring Motegi   | 37   | 37 x 4,801 km = 177,637 km   |            |
| 9    | 9    |            | Circuito di Suzuka | 31   | 31 x 5,807 km = 180,017 km/h | 29 ottobre |
| 10   | 10   | 30 ottobre | Circuito di Suzuka | 31   | 31 x 5,807 km = 180,017 km/h |            |

- Tutte le corse sono disputate in Giappone.

### Test
La prima sessione di test si svolge sul Circuito di Suzuka, il 7 e 8 marzo. La seconda si svolge sul Circuito del Fuji, il 22 e 23 marzo.
| Circuito           | Data                  | Pilota più veloce                         | Team                                      | Tempo                                     | Giri                                      |
| ------------------ | --------------------- | ----------------------------------------- | ----------------------------------------- | ----------------------------------------- | ----------------------------------------- |
| Circuito di Suzuka | 7 marzo (mattina)     | Sho Tsuboi                                | P.MU/Cerumo-Inging                        | 1'35"470                                  | 26                                        |
| Circuito di Suzuka | 7 marzo (pomeriggio)  | Naoki Yamamoto                            | Nakajima Racing                           | 1'36"090                                  | 33                                        |
| Circuito di Suzuka | 8 marzo (mattina)     | Sho Tsuboi                                | P.MU/Cerumo-Inging                        | 1'35"769                                  | 34                                        |
| Circuito di Suzuka | 8 marzo (pomeriggio)  | Ritomo Miyata                             | Team TOM's                                | 1'36"466                                  | 28                                        |
| Circuito del Fuji  | 22 marzo (mattina)    | Toshiki Oyu                               | Nakajima Racing                           | 1'43"293                                  | 19                                        |
| Circuito del Fuji  | 22 marzo (pomeriggio) | cancellata causa della neve sul tracciato | cancellata causa della neve sul tracciato | cancellata causa della neve sul tracciato | cancellata causa della neve sul tracciato |
| Circuito del Fuji  | 23 marzo (mattina)    | Yuhi Sekiguchi                            | Team Impul                                | 1'21"815                                  | 36                                        |
| Circuito del Fuji  | 23 marzo (pomeriggio) | Sacha Fenestraz                           | Kondō Racing                              | 1'20"953                                  | 55                                        |

## Scuderie e piloti

### Scuderie
Il Team Goh, dopo aver instaurato una collaborazione con il team Mugen per competere con una monoposto coi colori della Red Bull nel 2021, partecipa al campionato autonomamente, con due vetture, spinte da un motore Honda. La scuderia è supportata da Servus Japan, già in collaborazione con il team Autobacs Racing Team Aguri (ARTA) in Super GT.
Il B-Max Racing annunciò l'intenzione di schierare due monoposto, dopo aver fatto competere il solo Nobuharu Matsushita nel 2021. Il 4 marzo la scuderia ha reso noto che si limiterà a una sola monoposto, non essendo riuscita a ingaggiare un pilota non giapponese, da far competere con la seconda vettura.

### Piloti
Giuliano Alesi viene confermato al Team TOM’S, per rimpiazzare Kazuki Nakajima. Il francese aveva già preso il posto di Nakajima per cinque gare della stagione 2021. Il vicecampione del 2021, Nirei Fukuzumi passa alla ThreeBond Drago Corse, prendendo il volante di Tatiana Calderon. Il miglior esordiente della stagione precedente, Hiroki Otsu, trova un ingaggio alla Dandelion Racing, proprio per prendere il posto di Fukuzumi.
Ren Sato, giunto terzo nella stagione di Super Formula Lights, passa in categoria, grazie al Team Goh. Atsushi Miyake, giunto quarto nello stesso campionato, viene in seguito acquisito dallo stesso team. Ukyo Sasahara, che sostituì Tadasuke Makino in due gare della stagione passata alla Dandelion, trova il volante al Team Mugen.

### Tabella riassuntiva
| Team                          | Motore | No. | Piloti              | Gare  |
| ----------------------------- | ------ | --- | ------------------- | ----- |
| Team Mugen                    | Honda  | 1   | Tomoki Nojiri       | Tutte |
| Team Mugen                    | Honda  | 15  | Ukyo Sasahara       | Tutte |
| Kondō Racing                  | Toyota | 3   | Kenta Yamashita     | Tutte |
| Kondō Racing                  | Toyota | 4   | Sacha Fenestraz     | Tutte |
| DoCoMo Team Dandelion Racing  | Honda  | 5   | Tadasuke Makino     | Tutte |
| DoCoMo Team Dandelion Racing  | Honda  | 6   | Hiroki Otsu         | Tutte |
| KCMG                          | Toyota | 7   | Kamui Kobayashi     | Tutte |
| KCMG                          | Toyota | 18  | Yuji Kunimoto       | Tutte |
| ThreeBond Drago Corse         | Honda  | 12  | Nirei Fukuzumi      | Tutte |
| docomo business ROOKIE Racing | Toyota | 14  | Kazuya Oshima       | Tutte |
| carenex Team Impul            | Toyota | 19  | Yuhi Sekiguchi      | Tutte |
| carenex Team Impul            | Toyota | 20  | Ryō Hirakawa        | Tutte |
| Kuo Vantelin Team TOM'S       | Toyota | 36  | Giuliano Alesi      | Tutte |
| Kuo Vantelin Team TOM'S       | Toyota | 37  | Ritomo Miyata       | Tutte |
| P.mu/Cerumo・INGING           | Toyota | 38  | Sho Tsuboi          | Tutte |
| P.mu/Cerumo・INGING           | Toyota | 39  | Sena Sakaguchi      | Tutte |
| B-MAX Racing                  | Honda  | 50  | Nobuharu Matsushita | Tutte |
| Team Goh                      | Honda  | 53  | Ren Sato            | Tutte |
| Team Goh                      | Honda  | 55  | Atsushi Miyake      | Tutte |
| TCS Nakajima Racing           | Honda  | 64  | Naoki Yamamoto      | Tutte |
| TCS Nakajima Racing           | Honda  | 65  | Toshiki Oyu         | Tutte |

- Tutte le vetture sono Dallara SF19.

## Modifiche al regolamento
Al fine di ridurre il consumo di pneumatici, le qualifiche vengono disputate con due sole fasi, anziché tre. I partecipanti vengono divisi in due gruppi e svolgono la prima fase, detta Q1; i migliori sei di ogni gruppo accedono alla fase decisiva, il Q2.
Per ogni weekend di gara, sono previsti 90 minuti di prove libere al sabato, prima della tenuta delle qualifiche, e altri 30 minuti, prima della gara. Per i weekend che prevedono due gare è prevista una sola sessione di 90 minuti, al venerdì, e due diverse sessioni di qualifica, da tenere al sabato mattina e alla domenica mattina.
A differenza delle stagioni 2020 e 2021, in cui solo i migliori 5 risultati contavano per la classifica, da quest'anno tutti i risultati ottenuti sono validi per la classifica.

## Riassunto della stagione

### Round 1 - Fuji

Il circuito del Fuji

La stagione prese il via il 9 aprile al circuito del Fuji. Allo spegnimento dei semafori il poleman Ukyo Sasahara stallò in griglia spegnendo subito le ambizioni del pilota Mugen, mentre l'altro pilota in prima fila, Ren Sato, partì a sua volta a rilento e poi fu mandato in testacoda da Hiroki Otsu. Ryo Hirakawa prese la leadership della gara in curva 1, ma fu subito insidiato da Sacha Fenestraz, pilota Kondo, il quale si prenderà la vetta provvisoria della corsa al giro 6. Nonostante ciò, dopo il pit-stop, Hirakawa rientrò davanti al pilota franco-argentino ma alle spalle di Nojiri, che aveva anticipato il cambio gomme al giro 10. Con pneumatici nuovi, Hirakawa recuperò in fretta il gap, superando il campione in carica con una bella manovra all'esterno al giro 30. Da quel momento Hirakawa viaggiò d'autorità fino al traguardo, mentre l'alfiere Mugen riuscì almeno a proteggere la piazza d'onore dalla minaccia Fenestraz, che tornò sul podio a due anni da quello ottenuto all'esordio in Super Formula. Quarta posizione per Yuki Sekiguchi con l'altra vettura in livrea Impul, dopo aver battagliato con Ritomo Miyata, sesto Tadasuke Makino.

### Round 2 - Fuji
Il secondo appuntamento, sempre al Fuji, vide nuovamente protagonisti Nojiri e Hirakawa. In qualifica il pilota Mugen ottenne la pole davanti a Ritomo Miyata e al compagno Ukyo Sasahara; quest'ultimo stallò di nuovo in griglia, come nella gara precedente. Alla partenza, Nojiri prese la leadership, mentre Tadasuke Makino fu urtato al primo giro da Nobuharu Matsushita, richiedendo un breve intervento della safety car. Dopo il restart, Fenestraz incappò in un testacoda e un'escursione fuori pista che causarono una foratura. Dopo il giro di soste, Hirakawa si ritrovò in testa ma fu superato da Nojiri, il quale sfruttò gli pneumatici più freschi montati al giro 26. La gara si concluse quindi con la vittoria di Tomoki Nojiri, davanti a Ryo Hirakawa e Ritomo Miyata, premiato dalla strategia dopo essersi trovato addirittura sesto nella prima fase della corsa. Quarta posizione per Kenta Yamashita, seguito da Atsushi Miyake e da Yuhi Sekiguchi.

### Round 3 - Suzuka

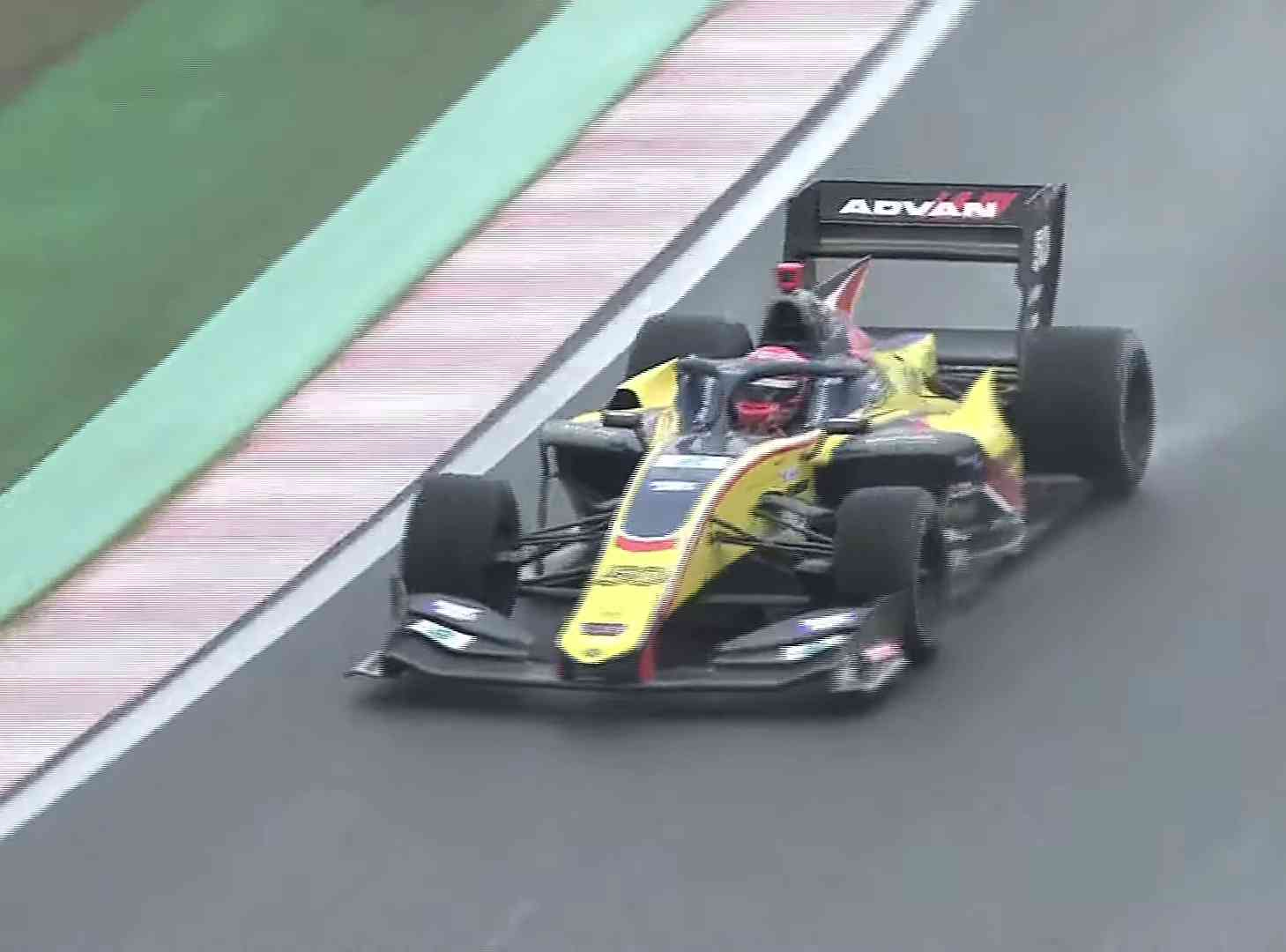
Il vincitore del round 3 a Suzuka, Nobuharu Matsushita

A Suzuka, teatro del terzo round stagionale, Nojiri conquistò la seconda pole consecutiva, ma prima della gara si abbatté un violento temporale che rese l'asfalto insidioso. Al via Nojiri mantenne la testa della corsa, seguito da Yamashita e Makino, i quali si scambieranno di posizione al giro 7; il pilota Kondo successivamente rientrò ai box, cedendo il quarto posto a Nobuharu Matsushita, mentre Sho Tsuboi perse moltissime posizioni finendo ultimo e doppiato. Al giro 20 Ryo Hirakawa, dopo una pessima partenza, ebbe la meglio contro Hiroki Otsu, mentre sette tornate più tardi Matsushita supererà Makino all'interno della chicane. Infine, il portacolori del team B-MAX compì il sorpasso decisivo su Nojiri all'esterno di curva 1 a due giri dal termine, mossa che gli permise di vincere la gara. Secondo Nojiri, mentre Makino, alfiere Dandelion, completò un podio riservato a vetture con motore Honda finendo davanti a Sacha Fenestraz, quarto in solitaria.

### Round 4 - Autopolis

Il circuito di Autopolis

Ancora una volta Nojiri ottenne la pole position, la terza di fila, davanti a Miyata e Makino. Al via Nojiri partì bene, mentre Miyata fu insidiato fin da subito da Makino e Hirakawa quando Toshiki Oyu colpì le barriere in curva 3 causando l'ingresso della safety car. Al giro 5 Sho Tsuboi e Kamui Kobayashi entrarono in contatto in curva 2, provocando il ritiro di quest'ultimo e il secondo ingresso della vettura di sicurezza. Dopo il restart, Nojiri anticipò la sosta ai box, ma non trovò il ritmo con i nuovi pneumatici Yokohama e subì l'overcut di Hirakawa, Fenestraz e Miyake, premiati dalla scelta di ritardare la propria sosta. Il risultato non variò e Hirakawa poté festeggiare la seconda vittoria stagionale, riportandosi a -7 da Nojiri in classifica. A completare il podio furono Fenestraz, Miyake, davanti a Miyata e Makino. Escluso dall'ordine d'arrivo Nirei Fukuzumi, dodicesimo sotto la bandiera a scacchi, perché il suo pit-stop fu effettuato in anticipo rispetto alla finestra regolamentare.

### Round 5 - Sugo

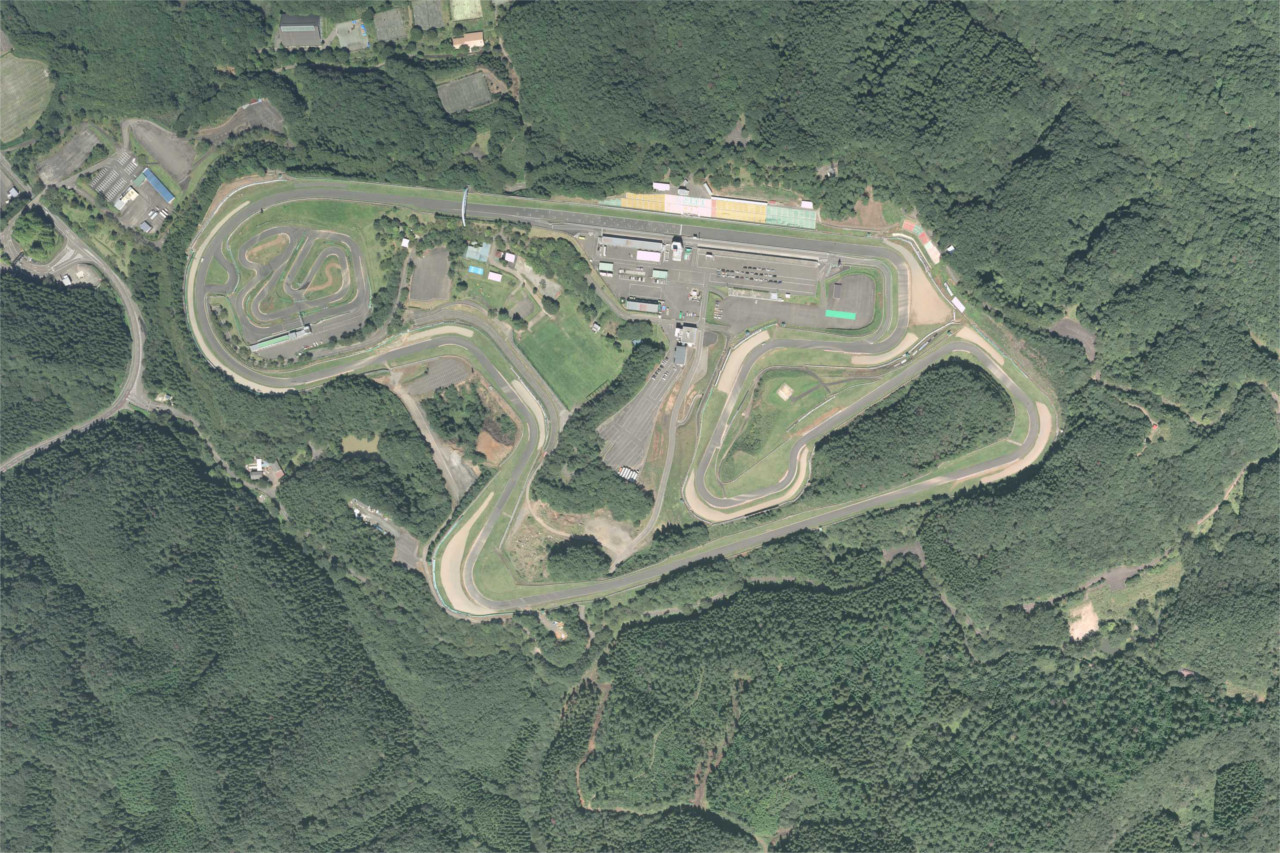
Vista aerea del circuito di Sugo, teatro del quinto round

Dopo la quarta pole consecutiva di Nojiri, al via Fenestraz balzò in testa sfruttando una partenza poco brillante del poleman, ma ad essere cruciali sono state soprattutto le diverse scelte strategiche. Le prime 14 tornate, in pratica, si svolsero per intero in regime di neutralizzazione: la safety-car entrò in pista per il ritiro di Kenta Yamashita, speronato da Naoki Yamamoto, mentre alla restart un problema ai freni causò l'uscita di pista di Nobuharu Matsushita, con distacchi nuovamente azzerati. La finestra dei pit-stop obbligatori, al giro 10, si aprì quindi sotto SC. Fenestraz e la maggioranza del gruppo effettuò il cambio gomme appena consentito, mentre sette piloti rimasero fuori: su tutti Ritomo Miyata, che da leader provvisorio arrivò ad avere oltre 25" di vantaggio sul transalpino, che rimase bloccato dietro ad Atsushi Miyake. Nel mentre, Oyu scavalcò Nojiri grazie ad un pit stop più rapido da parte degli uomini di Nakajima Racing. Al giro 46 rientrò Miyata, ma un problema ai box lo fece finire al sesto posto. La bandiera a scacchi fu sventolata al giro 49, rispetto ai 53 programmati, allo scadere del tempo limite di 60 minuti, sancendo la prima vittoria di Sacha Fenestraz in Super Formula, davanti a Oyu e Nojiri.

### Round 6 - Fuji

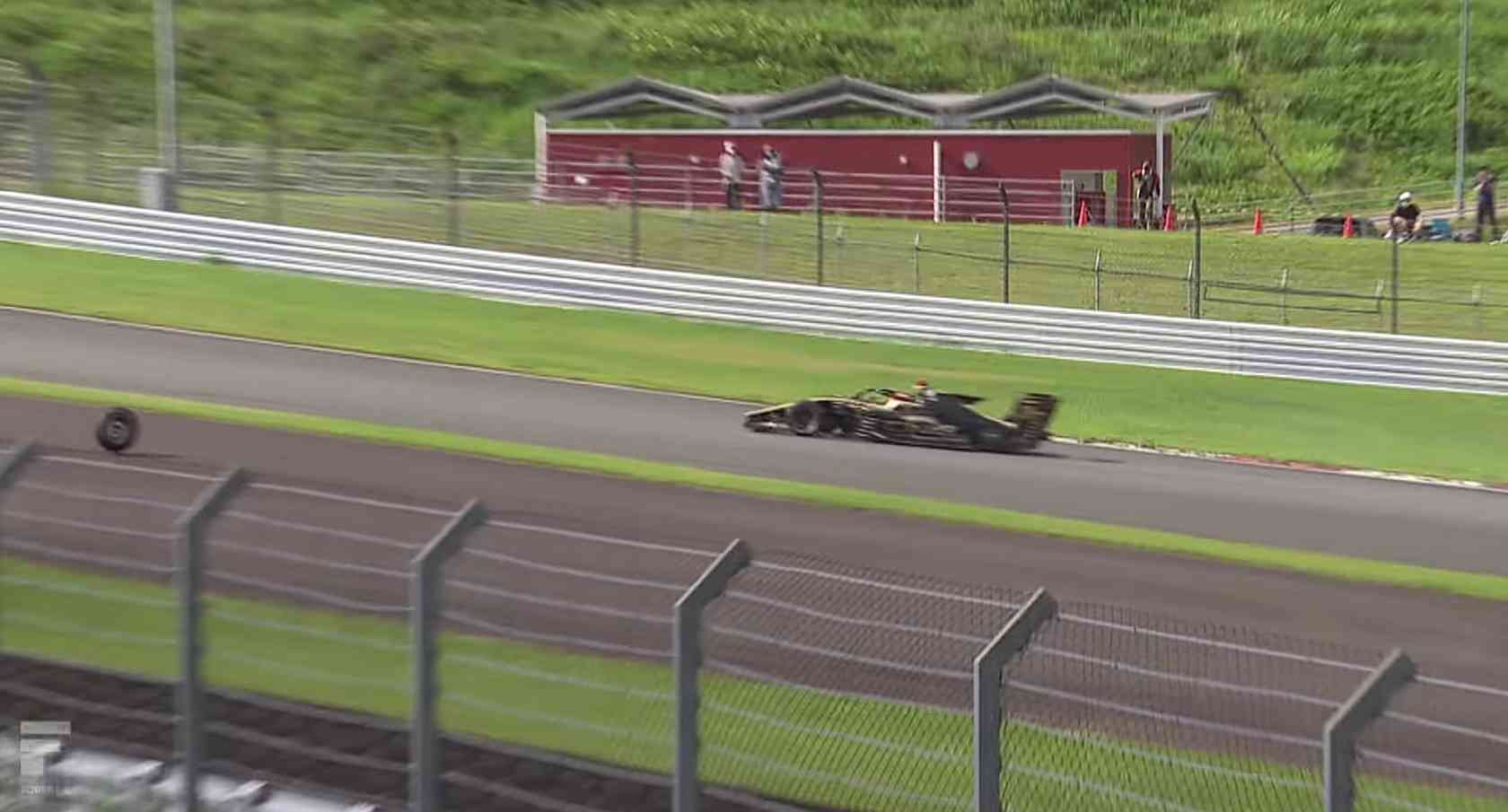
Il momento in cui Yuhi Sekiguchi perse la gomma posteriore sinistra

Le qualifiche del sesto round al Fuji videro una sessione condizionata dalla pioggia crescente: Yuhi Sekuguchi, uno dei primi a scendere in pista, ottenne la pole position davanti a Sho Tsuboi e Tomoki Nojiri. Dopo la partenza, Nojiri superò il portacolori Inging, mentre nelle retrovie i due rivali al titolo del pilota Mugen vennero speronati: Hirakawa fu toccato da Toshiki Oyu, contatto che causerà un testacoda e il ritiro per il pilota Impul, mentre il franco-argentino al giro 3 picchiò violentemente contro le barriere dopo un contatto ricevuto da Naoki Yamamoto, causando il primo intervento della safety car. Sia Oyu e Yamamoto, alfieri del team Nakajima, furono sanzionati con un drive through. Al giro 10 Nojiri e la maggioranza dei piloti effettuarono la sosta obbligatoria, mentre Sekiguchi rimase fuori fino al giro 26, rientrando davanti all'alfiere Mugen. Nonostante ciò, nello stesso giro all'uscita della curva Dunlop Sekiguchi perse la ruota posteriore di sinistra, costringendo il poleman al ritiro. Qualche secondo più tardi, Tsuboi rientrò ai box proprio mentre venne dichiarato l'ingresso della vettura di sicurezza: solo Ukyo Sasahara non aveva effettuato la sosta, e sfruttò la neutralizzazione della corsa per rientrare in testa davanti a Tsuboi e Nojiri. Negli ultimi dieci giri Sasahara aumentò il vantaggio sul pilota Inging e andò ad ottenere la sua prima vittoria. Completarono il podio Tsuboi e Nojiri, seguiti da Miyata, Makino e Sato. Con il gradino più basso del podio, il campione in carica rafforzò la leadership in classifica generale salendo a 93 punti.

### Round 7 - Motegi

Il circuito del Motegi

Al Motegi arrivò la prima pole di Naoki Yamamoto, davanti a Fenestraz e Oyu. Prima della gara, avvenuta nel pomeriggio giapponese, inizia a piovere e l'asfalto diventa bagnato, costringendo tutti a mettere le gomme wet. Dopo 3 giri di safety car, venne sventolata la bandiera verde: la gara poté iniziare con Yamamoto che guidò il gruppo. Al giro 14 Nojiri sopravanzò Oyu dopo che quest'ultimo ebbe dei problemi in uscita dalla hairpin dovuti al cambio, cosa che porterà al ritiro dell'alfiere Nakajima al giro 30. Al giro 27 Hirakawa, già protagonista di un lungo, finisce nella ghiaia causando l'ingresso della safety car. Successivamente si ritirarono anche Fukuzumi e Miyake, mentre Alesi, dopo una sosta ai box sotto regime di neutralizzazione, andò in testacoda e dovette scontare una penalità di 5", scivolando tredicesimo. Yamamoto vinse indisturbato davanti a Fenestraz, Nojiri, Makino e Tsuboi. Il pilota Mugen allungò in classifica, con 30 punti di margine sul franco-argentino di casa Kondo.

### Round 8 - Motegi

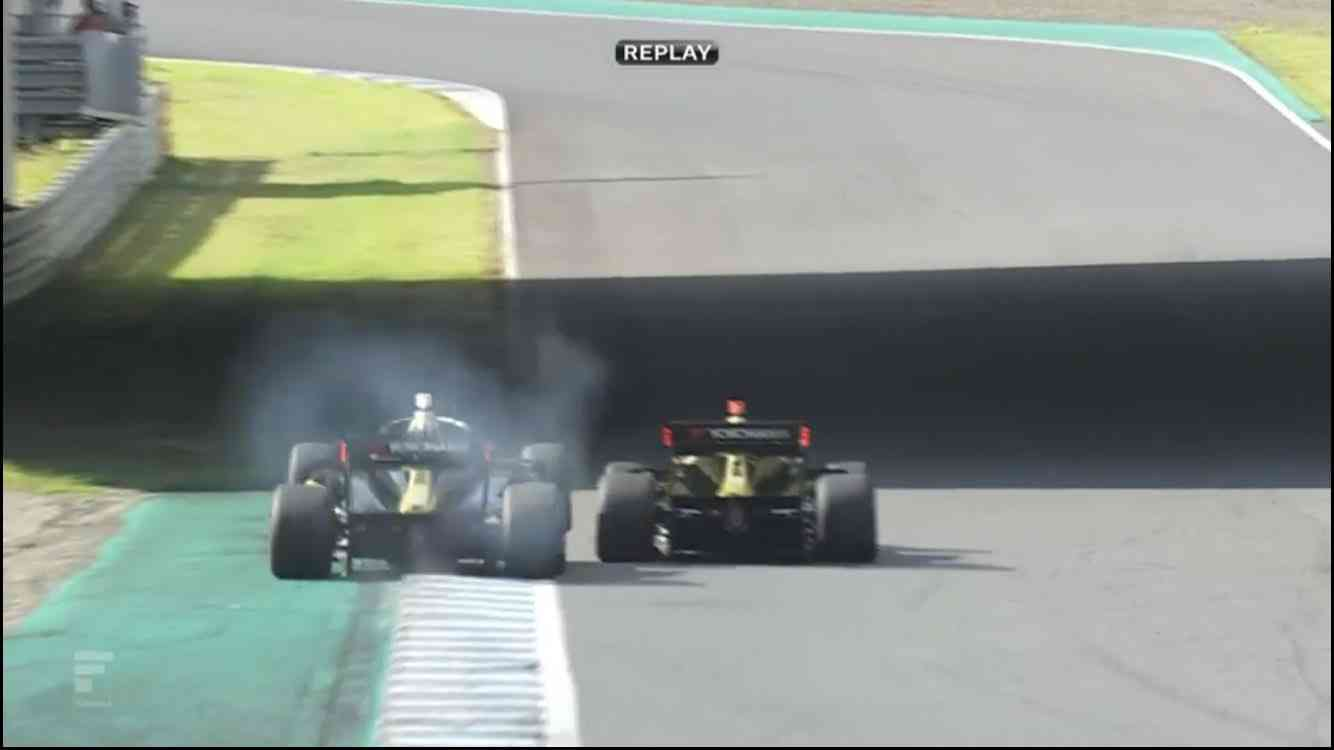
Il contatto tra i due alfieri Impul

L'ottavo round del campionato vide la pole position di Toshiki Oyu, davanti a Fenestraz e Nojiri. La gara scorse regolarmente fino al giro 10, quando, dopo il giro ai box, Sekiguchi si è ritrovato in testa al gruppetto di piloti che si era già fermato e trovando strada libera davanti a Makino e Nojiri. In questo modo il pilota Impul poté sfruttare al massimo il vantaggio degli pneumatici Yokohama freschi, così da rendere efficace l'undercut e ritrovarsi al comando al giro 30, quando Hirakawa compì la sosta obbligatoria. L'alfiere Toyota nel WEC rientrò in pista quarto, ma superò velocemente Nojiri e Makino, per poi andare a caccia della vettura gemella di Sekiguchi. I due diedero vita ad un ultimo giro di fuoco, con Hirakawa che tentò l'attacco a curva 11, dopo il rettilineo: i due si toccarono, e la vettura n°20 spiccò il volo per una frazione di secondo. Fu così a vincere Yuhi Sekiguchi, riassaporando il successo che gli mancava di più di tre anni. Completarono il podio Hirakawa e Makino, davanti a Nojiri, Oyu e Fenestraz. Il capoclassifica Nojiri salì a 113 lunghezze ipotecando lo scettro: il suo margine su Sacha Fenestraz aumentò a +32, mentre Hirakawa distava 34 punti sui 46 ancora disponibili.

### Round 9 - Suzuka

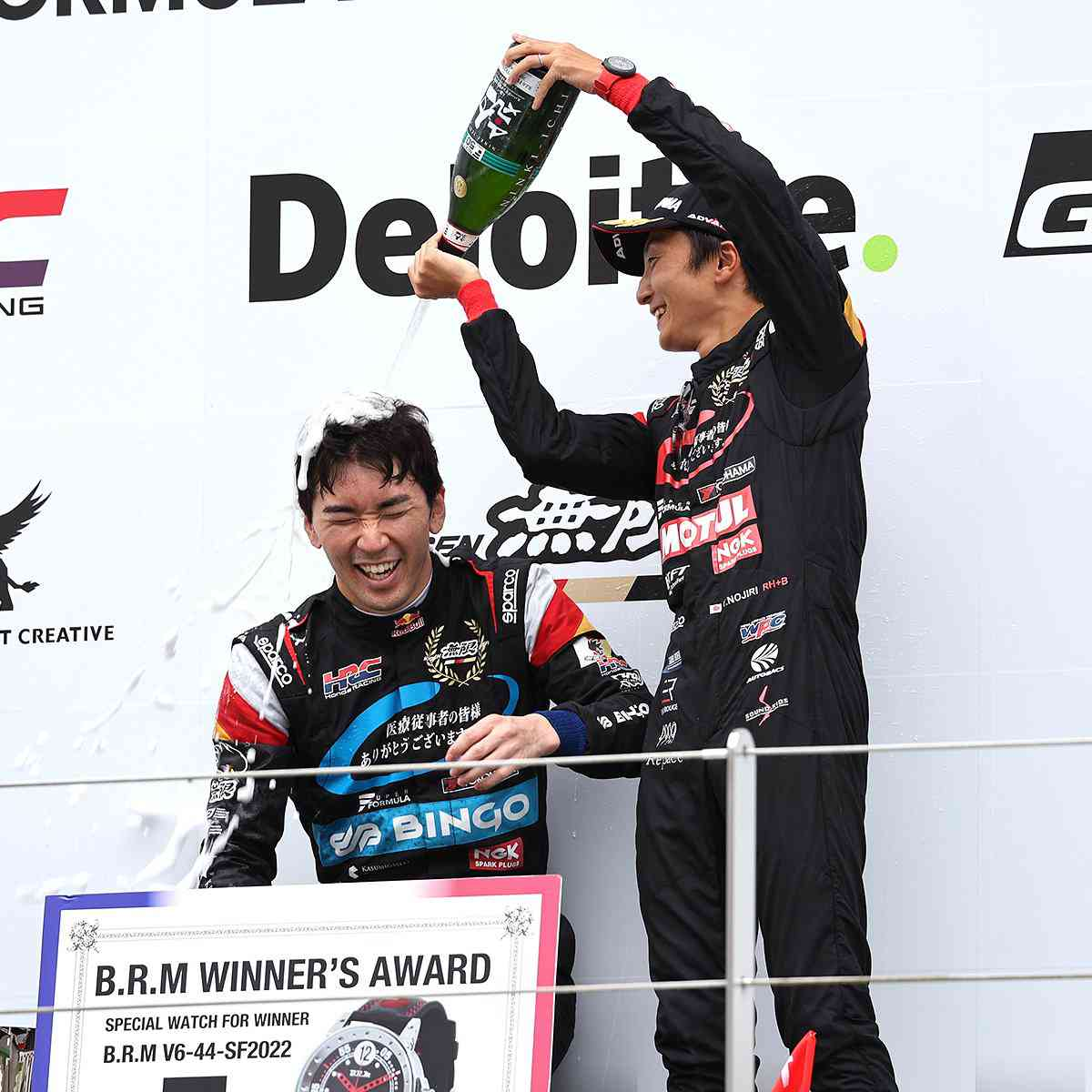
La festa dei piloti Mugen sul podio

A Suzuka si disputò il nono round, dove Tomoki Nojiri aveva il primo match point. Fu proprio il pilota Mugen a firmare la pole position, davanti a Miyata e Oyu. Alla partenza, Nojiri scattò bene dalla pole, e andò ai box per il cambio gomme al giro 11. Appena rientrato in pista, però, dovette lasciar andare il compagno Ukyo Sasahara, che aveva effettuato il pit stop nella tornata precedente e aveva quindi gli pneumatici già in temperatura. Da quel momento Sasahara prese il largo, tagliando il traguardo con 12" di vantaggio. Nojiri si accontentò della piazza d'onore, e grazie ai piazzamenti dei rivali Hirakawa (nono) e Fenestraz (sedicesimo) divenne il campione della stagione 2022 di Super Formula, il secondo consecutivo dopo la vittoria finale ottenuta nel 2021. Il Team Mugen, grazie alla doppietta ottenuta, vinse il campionato costruttori per la prima volta. A completare il podio fu Ren Sato, che sfruttò il pit stop lento di Miyata e ottenne punti importanti per la classifica rookie contro Miyake. Seguirono Miyata, Oyu e Sekiguchi.

### Round 10 - Suzuka

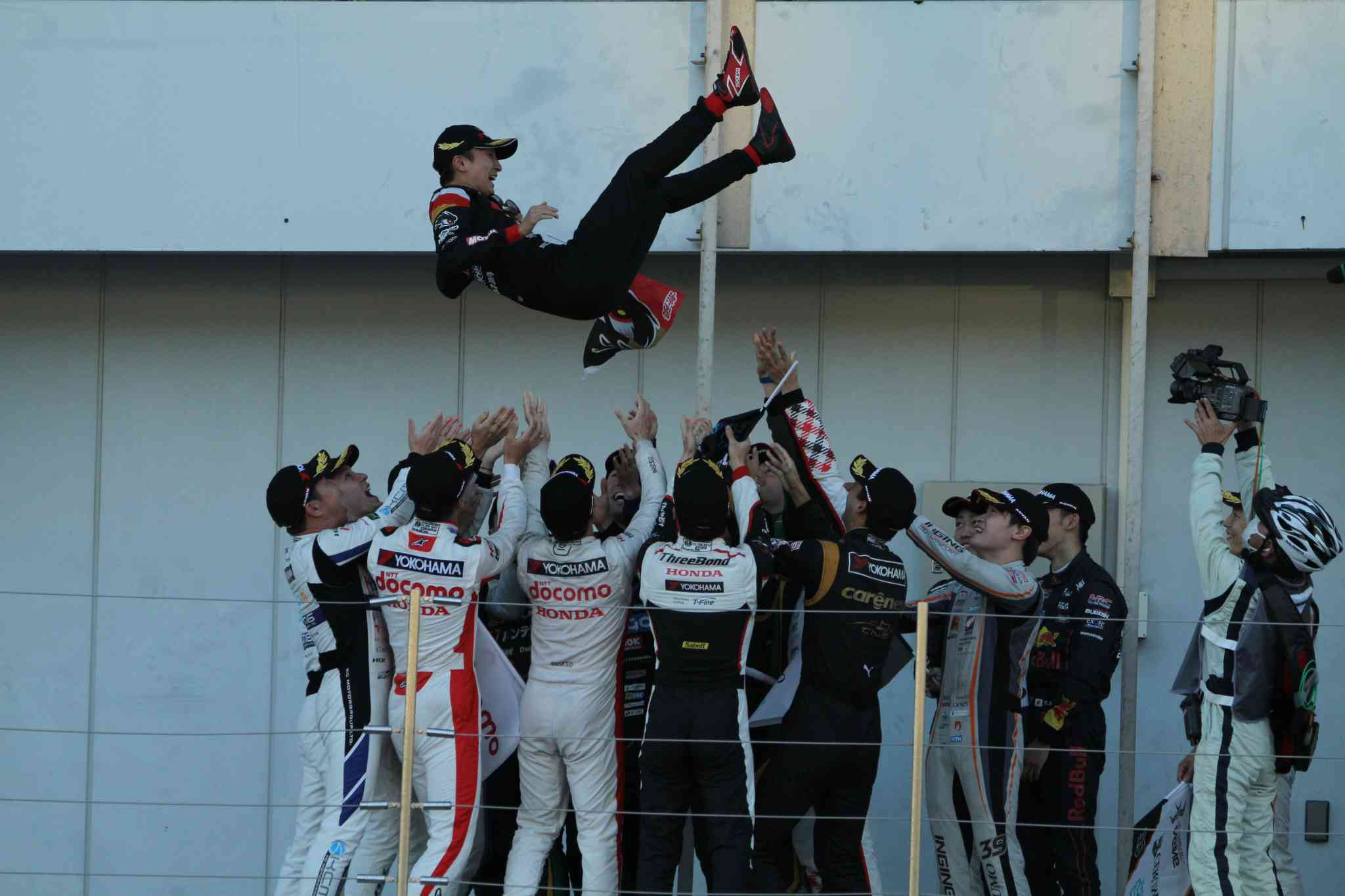
Nojiri sollevato sul podio dagli altri piloti

L'ultima gara stagionale ha luogo a Suzuka, con Nojiri che ottiene la sesta pole stagionale davanti a Miyata e Otsu. Dopo il via, Nojiri ha dettato il ritmo con una marcia d'autorità, seguito da Otsu e Sasahara, entrambi svelti a sorpassare un poco reattivo Miyata. Al giro 13, durante il periodo di pit stop, Sasahara e Tsuboi si toccarono alla chicane: il pilota Mugen danneggiò l'ala anteriore e fu costretto ad un'altra sosta ai box, mentre il portacolori Inging danneggiò la vettura, cosa che causerà la perdita di molte posizioni. Sempre nello stesso giro e nello stesso punto, Alesi e Matsushita si toccarono, con quest'ultimo che finì contro le barriere, facendo così entrare la safety car. Alla ripresa, il fresco bicampione Nojiri dettò di nuovo il ritmo, tagliando il traguardo con quasi 7" di vantaggio su Hiroki Otsu. Terzo fu Ritomo Miyata, mentre quarto arrivò Sacha Fenestraz: questo risultato consegnò al franco-argentino i gradi di vicecampione, battendo per due punti Ryo Hirakawa che giunse alle sue spalle, quinto, mentre sesto arrivò Naoki Yamamoto, alla presenza numero 100 nella serie.

## Risultati e classifiche

### Risultati
| Gara | Circuito  | Tempo       | Velocità     | Pole Position  | Giro Veloce    | Vincitore           | Vettura        | Team                |
| ---- | --------- | ----------- | ------------ | -------------- | -------------- | ------------------- | -------------- | ------------------- |
| 1    | Fuji      | 58'25"743   | 191,801 km/h | Ukyo Sasahara  | Ryo Hirakawa   | Ryo Hirakawa        | Dallara-Toyota | Carenex Team Impul  |
| 2    | Fuji      | 1h01'10"882 | 183,172 km/h | Tomoki Nojiri  | Yuhi Sekiguchi | Tomoki Nojiri       | Dallara-Honda  | Team Mugen          |
| 3    | Suzuka    | 1h01'18"681 | 176,148 km/h | Tomoki Nojiri  | Tomoki Nojiri  | Nobuharu Matsushita | Dallara-Honda  | B-MAX Racing Team   |
| 4    | Autopolis | 1h11’58"025 | 163,463 km/h | Tomoki Nojiri  | Atsushi Miyake | Ryo Hirakawa        | Dallara-Toyota | Carenex Team Impul  |
| 5    | Sugo      | 1h10’32"529 | 149,475 km/h | Tomoki Nojiri  | Yuhi Sekiguchi | Sacha Fenestraz     | Dallara-Toyota | Kondō Racing        |
| 6    | Fuji      | 1h10'52"708 | 158,369 km/h | Yuhi Sekiguchi | Ukyo Sasahara  | Ukyo Sasahara       | Dallara-Honda  | Team Mugen          |
| 7    | Motegi    | 1h14'32"841 | 142,979 km/h | Naoki Yamamoto | Naoki Yamamoto | Naoki Yamamoto      | Dallara-Honda  | TCS Nakajima Racing |
| 8    | Motegi    | 59'31"699   | 179,346 km/h | Toshiki Oyu    | Kazuya Oshima  | Yuhi Sekiguchi      | Dallara-Toyota | Carenex Team Impul  |
| 9    | Suzuka    | 53'00"126   | 203,785 km/h | Tomoki Nojiri  | Ritomo Miyata  | Ukyo Sasahara       | Dallara-Honda  | Team Mugen          |
| 10   | Suzuka    | 1h01'20"630 | 176,073 km/h | Tomoki Nojiri  | Ren Sato       | Tomoki Nojiri       | Dallara-Honda  | Team Mugen          |

### Sistema di punteggio
I punti sono assegnati secondo lo schema seguente. I punti assegnati per la qualifica valgono solo per la classifica piloti e non per quella riservata alla scuderie.
| Gara      | Gara | Gara | Gara | Gara | Gara | Gara | Gara | Gara | Gara | Gara |
| Posizione | 1º   | 2º   | 3º   | 4º   | 5º   | 6º   | 7º   | 8º   | 9º   | 10º  |
| --------- | ---- | ---- | ---- | ---- | ---- | ---- | ---- | ---- | ---- | ---- |
| Punti     | 20   | 15   | 11   | 8    | 6    | 5    | 4    | 3    | 2    | 1    |

| Punti | 3 | 2 | 1 |

### Classifica piloti
| Pos | Pilota              | FUJ1 | FUJ1 | SUZ1 | AUT | SUG | FUJ2 | MOT  | MOT | SUZ2 | SUZ2 | Punti |
| --- | ------------------- | ---- | ---- | ---- | --- | --- | ---- | ---- | --- | ---- | ---- | ----- |
| 1   | Tomoki Nojiri       | 2    | 1    | 21   | 41  | 31  | 3    | 3    | 43  | 21   | 1    | 154   |
| 2   | Sacha Fenestraz     | 3    | 20   | 43   | 2   | 12  | Rit  | 2    | 62  | 16   | 4    | 89    |
| 3   | Ryo Hirakawa        | 13   | 2    | 7    | 1   | 7   | Rit  | Rit  | 2   | 9    | 5    | 87    |
| 4   | Ritomo Miyata       | 5    | 32   | 18   | 52  | 6   | 4    | 8    | 14  | 52   | 32   | 64    |
| 5   | Tadasuke Makino     | 6    | Rit  | 3    | 63  | 4   | 5    | 4    | 3   | 7    | 9    | 61    |
| 6   | Ukyo Sasahara       | 191  | 103  | 14   | 7   | 10  | 1    | 7    | 8   | 1    | 17   | 57    |
| 7   | Yuhi Sekiguchi      | 4    | 6    | 11   | 16  | 15  | Rit1 | 9    | 1   | 6    | 11   | 43    |
| 8   | Toshiki Oyu         | 7    | 11   | 13   | Rit | 2   | 10   | Rit3 | 51  | 43   | 7    | 43    |
| 9   | Hiroki Otsu         | 16   | 7    | 8    | 9   | 53  | 15   | 10   | 13  | 13   | 23   | 33    |
| 10  | Naoki Yamamoto      | 14   | 14   | 9    | 14  | 12  | 9    | 1    | 16  | 11   | 6    | 32    |
| 11  | Sho Tsuboi          | 8    | 12   | 20   | 13  | 11  | 2    | 5    | 10  | 8    | 12   | 30    |
| 12  | Ren Sato            | 92   | 13   | 10   | 17  | 16  | 6    | 13   | 7   | 3    | 19   | 25    |
| 13  | Nobuharu Matsushita | Rit  | 19   | 1    | 10  | Rit | Rit  | 11   | 11  | 17   | Rit  | 21    |
| 14  | Atsushi Miyake      | 10   | 5    | Rit  | 3   | 18  | Rit  | Rit  | 15  | 12   | 8    | 21    |
| 15  | Kenta Yamashita     | 11   | 4    | 162  | 12  | Rit | 7    | 6    | Rit | 14   | 13   | 19    |
| 16  | Yuji Kunimoto       | 13   | 15   | 6    | 11  | 9   | 8    | 15   | 12  | 20   | 18   | 10    |
| 17  | Kamui Kobayashi     | 18   | 9    | 5    | Rit | 17  | 14   | 14   | 17  | 18   | 10   | 9     |
| 18  | Sena Sakaguchi      | 12   | 17   | 12   | 8   | 19  | 12   | 17   | 9   | 10   | 14   | 6     |
| 19  | Nirei Fukuzumi      | Rit  | 16   | 17   | Rit | 8   | 11   | Rit  | Rit | 15   | Rit  | 3     |
| 20  | Giuliano Alesi      | 17   | 8    | 15   | Rit | 13  | Rit  | 12   | Rit | 21   | 16   | 3     |
| 21  | Kazuya Oshima       | 15   | 18   | 19   | 15  | 14  | 13   | 16   | 18  | 19   | 15   | 0     |
| Pos | Pilota              | FUJ1 | FUJ1 | SUZ1 | AUT | SUG | FUJ2 | MOT  | MOT | SUZ2 | SUZ2 | Punti |

| Colore  | Risultato             |
| ------- | --------------------- |
| Oro     | Vincitore             |
| Argento | 2º posto              |
| Bronzo  | 3º posto              |
| Verde   | Finito a punti        |
| Blu     | Finito senza punti    |
| Viola   | Ritirato (Rit)        |
| Viola   | Non classificato (NC) |
| Rosso   | Non qualificato (NQ)  |
| Nero    | Squalificato (SQ)     |
| Bianco  | Non partito (NP)      |
| Bianco  | Non ha gareggiato     |
| Bianco  | Infortunato (INF)     |
| Bianco  | Escluso (ES)          |
| Bianco  | Gara cancellata (C)   |

### Classifica scuderie
| Pos | Team                          | Nr | FUJ1 | FUJ1 | SUZ1 | AUT | SUG | FUJ2 | MOT  | MOT | SUZ2 | SUZ2 | Punti |
| --- | ----------------------------- | -- | ---- | ---- | ---- | --- | --- | ---- | ---- | --- | ---- | ---- | ----- |
| 1   | Team Mugen                    | 1  | 2    | 1    | 21   | 41  | 31  | 3    | 3    | 43  | 21   | 1    | 187   |
| 1   | Team Mugen                    | 15 | 191  | 103  | 14   | 7   | 10  | 1    | 7    | 8   | 1    | 16   | 187   |
| 2   | Carenex Team Impul            | 19 | 4    | 6    | 11   | 16  | 15  | Rit1 | 9    | 1   | 6    | 11   | 126   |
| 2   | Carenex Team Impul            | 20 | 13   | 2    | 7    | 1   | 7   | Rit  | Rit  | 2   | 9    | 5    | 126   |
| 3   | Kondō Racing                  | 3  | 11   | 4    | 162  | 12  | Rit | 7    | 6    | Rit | 14   | 13   | 99    |
| 3   | Kondō Racing                  | 4  | 3    | 20   | 43   | 2   | 12  | Rit  | 2    | 62  | 16   | 4    | 99    |
| 4   | DoCoMo Team Dandelion Racing  | 5  | 6    | Rit  | 3    | 63  | 4   | 5    | 4    | 3   | 7    | 9    | 91    |
| 4   | DoCoMo Team Dandelion Racing  | 6  | 16   | 7    | 8    | 9   | 53  | Rit  | 10   | 13  | 13   | 23   | 91    |
| 5   | TCS Nakajima Racing           | 64 | 14   | 14   | 9    | 14  | 12  | 9    | 1    | 16  | 11   | 6    | 67    |
| 5   | TCS Nakajima Racing           | 65 | 7    | 11   | 13   | Rit | 2   | 10   | Rit3 | 51  | 43   | 7    | 67    |
| 6   | Kuo Vantelin Team TOM'S       | 36 | 17   | 8    | 15   | Rit | 13  | Rit  | 12   | Rit | 21   | 17   | 59    |
| 6   | Kuo Vantelin Team TOM'S       | 37 | 5    | 32   | 18   | 52  | 6   | 4    | 8    | 14  | 52   | 32   | 59    |
| 7   | Team Goh                      | 53 | 92   | 13   | 10   | 17  | 16  | 6    | 13   | 7   | 3    | 18   | 44    |
| 7   | Team Goh                      | 55 | 10   | 5    | Rit  | 3   | 18  | Rit  | Rit  | 15  | 12   | 8    | 44    |
| 8   | P.mu/Cerumo・INGING           | 38 | 8    | 12   | 20   | 13  | 11  | 2    | 5    | 10  | 8    | 12   | 34    |
| 8   | P.mu/Cerumo・INGING           | 39 | 12   | 17   | 12   | 8   | 19  | 12   | 17   | 9   | 10   | 14   | 34    |
| 9   | B-MAX Racing Team             | 50 | Rit  | 19   | 1    | 10  | Rit | Rit  | 11   | 11  | 17   | Rit  | 21    |
| 10  | KCMG                          | 7  | 18   | 9    | 5    | Rit | 17  | Rit  | 14   | 17  | 18   | 10   | 19    |
| 10  | KCMG                          | 18 | 13   | 15   | 6    | 11  | 9   | 8    | 15   | 12  | 20   | 18   | 19    |
| 11  | ThreeBond Drago Corse         | 12 | Rit  | 16   | 17   | Rit | 8   | 11   | Rit  | Rit | 15   | Rit  | 3     |
| 12  | docomo business ROOKIE Racing | 14 | 15   | 18   | 19   | 15  | 14  | 13   | 16   | 18  | 19   | 15   | 0     |
| Pos | Team                          | Nr | FUJ1 | FUJ1 | SUZ1 | AUT | SUG | FUJ2 | MOT  | MOT | SUZ2 | SUZ2 | Punti |

| Colore  | Risultato             |
| ------- | --------------------- |
| Oro     | Vincitore             |
| Argento | 2º posto              |
| Bronzo  | 3º posto              |
| Verde   | Finito a punti        |
| Blu     | Finito senza punti    |
| Viola   | Ritirato (Rit)        |
| Viola   | Non classificato (NC) |
| Rosso   | Non qualificato (NQ)  |
| Nero    | Squalificato (SQ)     |
| Bianco  | Non partito (NP)      |
| Bianco  | Non ha gareggiato     |
| Bianco  | Infortunato (INF)     |
| Bianco  | Escluso (ES)          |
| Bianco  | Gara cancellata (C)   |

## Test post-stagionali
Il Circuito di Suzuka ospitò i test post-stagionali il 7 e l'8 dicembre 2022.
| Circuito           | Data                    | Pilota più veloce | Team                    | Vettura        | Tempo    | Giro  |
| ------------------ | ----------------------- | ----------------- | ----------------------- | -------------- | -------- | ----- |
| Circuito di Suzuka | 7 dicembre (mattina)    | Ren Sato          | TCS Nakajima Racing     | Dallara-Honda  | 1'36"117 | 24/24 |
| Circuito di Suzuka | 7 dicembre (pomeriggio) | Naoki Yamamoto    | TCS Nakajima Racing     | Dallara-Honda  | 1'35"613 | 26/29 |
| Circuito di Suzuka | 8 dicembre (mattina)    | Ritomo Miyata     | Kuo Vantelin Team TOM'S | Dallara-Toyota | 1'35"535 | 22/23 |
| Circuito di Suzuka | 8 dicembre (pomeriggio) | Ren Sato          | TCS Nakajima Racing     | Dallara-Honda  | 1'35"332 | 26/27 |